# Marina Otero Verzier
Marina Otero Verzier (La Coruña, 1981) es una arquitecta, académica e investigadora española. En 2022 recibió el Premio Wheelwright.

## Biografía
Otero Verzier estudió arquitectura en la Escuela Técnica Superior de Arquitectura de Madrid y en la Universidad Técnica de Delft. En 2013 se graduó con una maestría en prácticas críticas, curatoriales y conceptuales en arquitectura por Columbia GSAPP,  y en 2016 completó su doctorado en la ETSAM con la tesis Evanescent Institutions ("Instituciones evanescentes"), donde planteó el surgimiento de un nuevo paradigma para las instituciones culturales. 
En 2014 fue anunciada como curadora jefe de la Trienal de Arquitectura de Oslo 2016 junto al colectivo español After Belonging Agency. Al año siguiente fue nombrada directora de Investigación en Het Nieuwe Instituut, un instituto neerlandés de arquitectura, diseño y cultura digital, y lideró iniciativas como Automated Landscapes, centrada en las arquitecturas emergentes del trabajo automatizado, y BURN-OUT: Exhaustion on planetary scale.
En 2018 fue curadora del Pabellón Holandés en la 16.ª Bienal de Arquitectura de Venecia.  Mientras que en 2020 formó parte del equipo curatorial de la 13.a Bienal de Shanghai, junto a You Mi, Lucia Pietroiusti, Filipa Ramos y Andrés Jaque, con el tema Bodies of Water.
En 2022 recibió el Premio Wheelwright de Harvard GSD con la propuesta Future Storage: Architectures to Host the Metaverse, un análisis de un nuevo paradigma arquitectónico para almacenar datos digitales. Ese mismo año, el libro More-than-Human fue incluido en la selección de 90 publicaciones del Libros Model, proyecto comisariado por la arquitecta Ethel Baraona.
Entre 2019 y 2023 ocupó el cargo de directora del Máster en Diseño Social del Design Academy Eindhoven en Países Bajosy desde 2023 forma parte del Comité Asesor de Arquitectura y Diseño del Museo Nacional Centro de Arte Reina Sofía en Madrid, España. 

## Publicaciones
- Unmanned: Architecture and Security Series (coeditora, 2016)
- After Belonging: The Objects, Spaces, and Territories of the Ways We Stay In Transit (coeditora, 2016)
- Work, Body, Leisure (editora, 2018)
- Architecture of Appropriation (coeditora, 2019)
- More-than-Human (junto a Andrés Jaque y Lucia Pietroiusti, 2020)[8]

## Exposiciones
- Steve Bannon: A Propaganda Retrospective by Jonas Staal (2018)
- Spirits in the Material World (2019)
- Malware: Symptoms of Viral Infection (co-curadora, 2019)
- I See That I See What You Don’t See en la Trienal de Milán (2019).